# Rio Biebrza

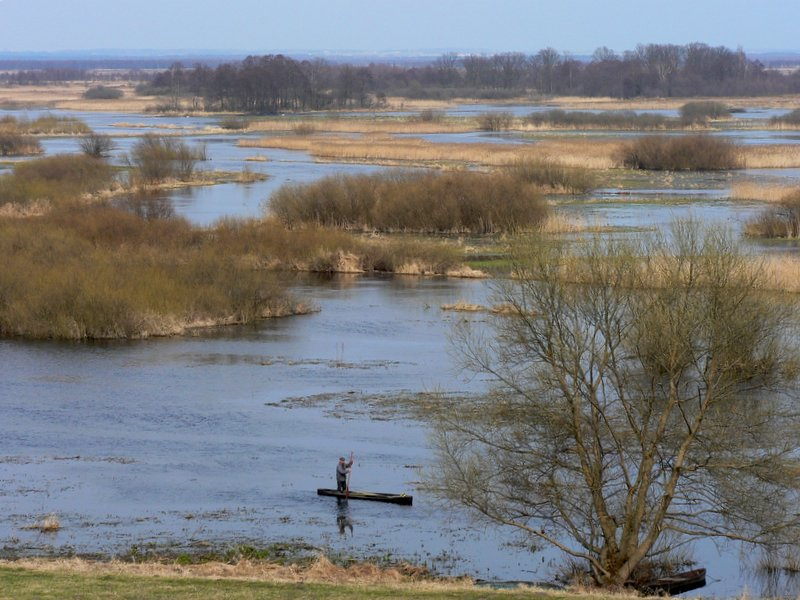
Biebrza, Burzyn, Polónia

O rio Biebrza é um rio que nasce no oeste da Polónia, adentra o território polónes e desagua no Narew. Possui 155 km de extensão, sendo 155 km em território polonês. Sua bacia hidrográfica possui 7 057 km² sendo 7 051 km² dentro da Polônia.

## Cidades
- Goniądz
- Lipsk
- Osowiec-Twierdza